# 舍彭施泰特
舍彭施泰特（德語：Schöppenstedt，發音：[ˈʃœpn̩ˌʃtɛt] ⓘ）是德国下萨克森州沃尔芬比特尔县的城市，面积39.73平方千米，2023年12月31日人口为5,639人。